# Jämtkraft
Jämtkraft Aktiebolag är ett energibolag placerat i Östersund i Jämtlands län. Företaget är verksam inom affärsområdena elproduktion, elleverans och värme.
Jämtkraft ägs av Östersunds kommun med 98 procent via Östersunds Rådhus Aktiebolag, Krokoms kommun 1 procent och Åre kommun 1 procent.

## Historik
Jämtkraft har gamla anor. Dess föregångare Östersunds Elektriska Belysningsaktiebolag, ÖEBAB, påbörjade sin eltillverkning i Östersund år 1889 i liten skala liksom ett flertal andra kraftbolag och elföreningar i landet.
Kraftstationerna var ofta små och försörjde en by eller bara några gårdar. Många levererade likström. Exempelvis Östersunds första kraftstation, som var ångdriven, vedeldad och låg vid hamnen.

### Utvecklingen
Tack vare de många vattendragen i länet gick elektrifieringen betydligt snabbare här än i södra Sverige. Redan 1924 fanns 87 kraftstationer i länet, varav 72 små bygdekraftverk. Små elföreningar fanns även i Östersunds utkanter, exempelvis i Lugnvik, Lillänge, Odenskog och på Frösön. Dessa slogs efterhand samman med Östersunds Elektriska AB (ÖEAB) som företaget nu hette.

### Bildandet av Jämtlandskraft AB

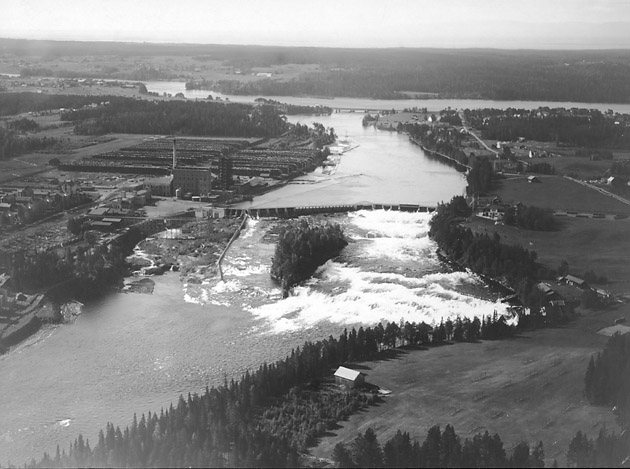
Hissmofors kraftstation 1929

1963 blev Hissmofors AB till salu och företaget styckades upp mellan Norrlands Skogsägares Cellulosa AB, Östersunds stad och ÖEAB. 
Samtidigt uppmuntrade staten framväxten av större enheter bland elbolagen för att säkerställa elproduktionen i landet då förbrukningen ökade. En utredning som gjordes ledde till ett beslut om att ÖEAB skulle ta hand om eldistributionen i en stor del av Jämtland. Mellan åren 1964 och 1974 fusionerades ett 30-tal företag och föreningar in i bolaget.
1979 bytte därför ÖEAB namn till Jämtlandskraft AB (JKAB). Samtidigt krävde Krokoms och Åre kommuner ökat inflytande i bolaget vilket ledde till en nyemission som gav dessa två kommuner ägande.

### Nytt affärsområde, nytt namn och ny aktieägare
1974 bildades Östersunds Fjärrvärme AB, ÖFAB, med kommunen som huvudägare och JKAB som minoritetsägare. ÖFAB fusionerades med Jämtlandskraft 1989, genom att Östersunds kommun överförde sitt aktieinnehav på 9,2 miljoner kronor. I samband med fusionen bytte företaget namn till Jämtkraft AB. 
1993 ägde ytterligare en förändring rum, då Jämtkraft köpte Vattenfalls del i AB Kattstrupeforsen. Vattenfall AB fick aktier som dellikvid genom en riktad fondemission. Aktievärdet var då ca 13 miljoner kronor.
2009 köpte Östersunds kommun Vattenfalls aktieandel, 20,6 procent, för 550 miljoner kronor och utökade därmed sitt ägande i Jämtkraft till 98,4 procent.
2016 sålde Jämtkraft sitt bredbandsnät.

## Företagsområden
Jämtkraft är verksamt inom elproduktion, elleverans och fjärrvärme.

### Elproduktion
Största delen av den el som säljs produceras i egna anläggningar. Jämtkrafts 17 vattenkraftstationer producerar ett normalår cirka 940 GWh och vindkraftverk cirka 550 GWh. Kraftvärmeverket i Lugnvik har en årsproduktion av el på cirka 200 GWh och av värme på ca 600 GWh. Jämtkraft har också en biogasmotor som gav 4 GWh el per år den var i drift.

### Elleverans
Jämtkrafts elnät är 846 mil långt. Geografiskt täcker elnätsområdet större delen av Jämtland. Cirka 60 000 kunder är anslutna till elnätet. Tillgänglighet i elnätet ligger på 99,98 procent. 
Jämtkraft säljer el till företag och privatpersoner i hela Sverige och i koncernen finns cirka 250 000 elhandelskunder.  

### Fjärrvärme
Ett antal mindre produktionsanläggningar finns inom Östersunds kommun och i tätorterna i Krokoms och Åre kommun. Sammanlagt har Jämtkraft cirka 540 km fjärrvärmenät och ett normalår produceras 680 GWh värme. Av de 680 GWh värme som produceras kommer ca 600 GWh från Kraftvärmeverket i Lugnvik. Kraftvärmeverket kompletteras med en ackumulatortank på skidstadion i Östersund. Toppvåningen, 55 meter upp, har gjort Arctura, som den heter, till ett landmärke och en attraktiv mötesplats med restaurang på toppvångingen.

## Ägda vattenkraftverk, vindparker och värmeanläggningar

### Vattenkraftverk
| Kraftverk        | Normal årsproduktion (GWh) |
| ---------------- | -------------------------- |
| Hissmofors       | 320                        |
| Kattstrupeforsen | 280                        |
| Lövhöjden        | 23                         |
| Ålviken          | 19                         |
| Näsaforsen       | 69                         |
| Långforsen       | 2                          |
| Rönnöfors        | 13                         |
| Granboforsen     | 115                        |
| Billsta          | 2                          |
| Strömbacka       | 2                          |
| Lillå            | 2                          |
| Högfors          | 62                         |
| Duved            | 10                         |
| Handöl övre      | 7                          |
| Handöl nedre     | 2                          |
| Slagsån          | 4                          |
| Dammån           | 3                          |

### Vindparker
| Vindpark     | Antal vindkraftverk | Normal årsproduktion (GWh) |
| ------------ | ------------------- | -------------------------- |
| Mullberg     | 26                  | 247                        |
| Sjisjka      | 30                  | 200                        |
| Kyrkberget   | 10                  | 73                         |
| Hornberget 1 | 5                   | 30                         |
| Almåsa       | 1                   | 1,5                        |

Hocksjön   23 vindkraftverk   440 GWh

### Kraftvärmeverk
| Anläggning     | Normal årsproduktion (GWh)        |
| -------------- | --------------------------------- |
| Lugnviksverket | 200 GWh el och 600 GWh fjärrvärme |

## Sponsring
Jämtkraft sponsrar idrott, kultur, miljö och social verksamhet.

### Största sponsringssamarbeten
- Östersunds FK
- Jämtkraft Arena
- Östersunds DFF
- Medvinden